# جوانا جادزينا
جوانا جادزينا (بالبولندية: Joanna Gadzina)‏ مواليد 1 سبتمبر 1992 في بولندا، هي لاعبة كرة يد بولندية تلعب كجناح أيسر. مثلت منتخب بولندا لكرة اليد للسيدات.

## سجل المنافسة
شاركت في البطولات التالية:
- بطولة العالم لكرة اليد للسيدات 2015

## روابط خارجية
- جوانا جادزينا على موقع الاتحاد الأوروبي لكرة اليد (الإنجليزية)